# فورت ولی (جورجیا)
فورت ولی، جورجیا (به انگلیسی: Fort Valley, Georgia) یک شهر در ایالات متحده آمریکا با جمعیت ۹٬۸۱۵ نفر است که در جورجیا واقع شده‌است.

## موقعیت جغرافیایی
موقعیت جغرافیایی شهرها و مناطق اطراف به شرح زیر است: